# マウンドー
マウンドー(ビルマ語: မောင်တောမြို့)は、ミャンマーのラカイン州に存在する地域または都市。

## 概要
バングラデシュとの国境に近いこともあり、観光客等、外国人の立ち入りが制限されたエリア。しかし国際連合やJICAプロジェクト等の国際協力関係者の出入りは許されている。
都市住民に少なからずイスラム教徒が存在し、過去においてもミャンマーの多数派である仏教徒との対立も見られた。2012年には、両教徒との間の衝突が激しいものとなり死傷者が出た。同年6月10日には、政府がラカイン州に非常事態宣言を発令。マウンドーからの国連職員の退避が行われた。
2017年8月25日には、アラカン・ロヒンギャ救世軍がマウンドー周辺の警察施設などを襲撃。ミャンマー軍側が直ちに大規模な反撃に出たため、ロヒンギャ族が隣国のバングラデシュへ避難する契機となった。
2024年6月22日、マウンドーに存在した国際連合世界食糧計画（WFP）の倉庫が略奪者による襲撃を受け、食料が奪われたほか放火される事件が発生。WFPが紛争の当事者を非難する声明を発表。